# 蒙托丹
蒙托丹（法語：Montaudin，法語發音：[mɔ̃todɛ̃]）是法国马耶讷省的一个市镇，属于马耶讷区。历史上，该地在1940年6月被德国占领，1944年8月5日，该地获得解放。

## 地理
蒙托丹（48°23'9"N, 0°59'18"W）面积21.66 平方千米，位于法国卢瓦尔河地区大区马耶讷省，该省份为法国西北部内陆省份，北起芒什省和奧恩省，西接伊勒-维莱讷省，南至曼恩-卢瓦尔省，东临萨尔特省。
与蒙托丹接壤的市镇（或旧市镇、城区）包括：菲泰河畔圣马尔、卡雷勒、拉尔尚、圣贝特万-拉塔尼耶尔、圣但尼德加斯蒂讷、曼恩地区圣埃利耶。

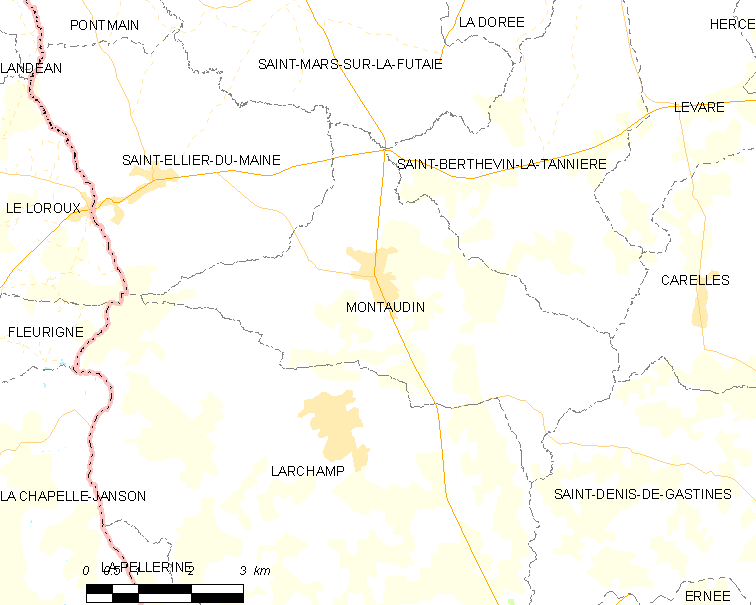
蒙托丹的OSM定位图

蒙托丹的时区为UTC+01:00、UTC+02:00（夏令时）。

## 行政
蒙托丹的邮政编码为53220，INSEE市镇编码为53154。

## 政治
蒙托丹所属的省级选区为戈龙县。

## 人口

1962-2008年间蒙托丹人口变化图示

蒙托丹于2022年1月1日时的人口数量为883人。